# Stuart Baxter
Stuart William Baxter (* 16. August 1953 in Wolverhampton, England) ist ein ehemaliger britischer Fußballspieler und heutiger Fußballtrainer. In seinen Tätigkeiten als Spieler und Trainer arbeitete er bereits bei 18 verschiedenen Vereinen oder Verbänden in aller Welt.

## Karriere

### Karriere als Spieler
Baxter begann seine Spielerlaufbahn 1971 beim englischen Verein Preston North End, wo er 1973 im Alter von zwanzig Jahren seinen ersten Profivertrag unterschrieb. Der Mittelfeldakteur wurde in der zweiten und dritten englischen Liga schnell zum Stammspieler. Nach einem kurzen Intermezzo beim FC Morecambe in der Northern Premier League wechselte er zum schottischen Erstligaklub Dundee United. Dort kam er aber nicht zum Einsatz und kehrte 1976 nach England zu Stockport County zurück. Doch auch hier hielte es Baxter nur eine Saison.
1978 setzte er seine Karriere in Australien fort. Für den South Melbourne FC bestritt er in nur einer Spielzeit 50 Einsätze. 1981 zog es ihn nach Schweden zu Helsingborgs IF, zwei Jahre darauf dann in die Vereinigten Staaten zu den San Diego Gauchos. Zum Abschluss seiner Spielerlaufbahn kehrte er nach Schweden zurück, wo er sich dem seinerzeitigen Zweitligisten Örebro SK anschloss. Nach zwei Spielzeiten, in denen der Klub jeweils die Rückkehr in die Allsvenskan verpasst hatte, beendete er 1984 seine aktive Laufbahn.

### Karriere als Trainer
1985 begann Baxter seine Trainerlaufbahn bei seiner vormaligen Spielstation Örebro SK, bei der er den zu Malmö FF abgewanderten Roy Hodgson ersetzte. Im nächsten Jahr wechselte er zum unterklassigen norwegischen Verein IF Skarp. Im Folgejahr trainierte er Vitória Setúbal in Portugal. Doch 1988 kehrte er nach Schweden zurück und arbeitete bei Halmstads BK, die er in die Allsvenskan führte. Nach dem Abstieg 1991 verließ er den Klub in Richtung Japan. Dort wurde Sanfrecce Hiroshima sein neuer Arbeitgeber. 1994 feierte er mit dem Hinrundentitel seinen bisher größten Erfolg als Coach. Kurz darauf unterschrieb er bei Ligakonkurrent Vissel Kōbe. Dann folgte eine erneute Rückkehr nach Schweden, dieses Mal zu AIK. Mit der Meisterschaft von 1998 errang er seinen ersten Titel als Trainer. Kurz darauf folgte der Pokalsieg. In seiner zweiten Spielzeit führte er den Klub sogar in die UEFA Champions League. In der Gruppenphase maß man sich mit den Groß-Klubs FC Barcelona, FC Arsenal und AC Florenz, wurde aber sieglos Letzter.
Im Jahr 2001 trainierte er die Norweger von Lyn Oslo, bevor er zwei Jahre lang die englische U-19-Nationalmannschaft betreute. Im Anschluss daran wurde er Nationaltrainer von Südafrika, verpasste aber die Qualifikation zur Endrunde der Fußball-Weltmeisterschaft 2006. Daraufhin kehrte nach Kobe zu Vissel zurück. Schon nach wenigen Monaten wechselte er allerdings zu Helsingborgs IF nach Schweden. Überraschend überstand er mit dem Klub die Gruppenphase des UEFA-Cups und gewann den schwedischen Pokal.
2008 wurde er Nationaltrainer Finnlands. Die Qualifikation zur Fußball-Weltmeisterschaft 2010 erreichte er zwar nicht, trotzdem wurde sein Vertrag um zwei Jahre verlängert. Ein Posten als Sportlicher Leiter bei Celtic Glasgow kam im Juni 2010 nicht zustande. Nachdem die ersten drei Qualifikationspartien zur Fußball-Europameisterschaft 2012 allesamt verloren wurden, wurde Baxter geschasst.
Im Herbst 2010 war Baxter zwischenzeitlich als Trainer bei AIK im Gespräch, letztlich verpflichtete der Klub den vormaligen Spieler Andreas Alm als Cheftrainer und engagierte Baxter in beratender Funktion, um das Trainerteam und die sportliche Leitung zu unterstützen.
Im Juni 2015 wurde Baxter Trainer beim türkischen Erstligisten Gençlerbirliği Ankara. Nachdem er in die neue Saison mit zwei Niederlagen gestartet war, löste er nach gegenseitigem Einvernehmen mit der Klubführung seinen Vertrag auf und verließ den Klub wieder.
Ab 2016 war Baxter in Südafrika tätig. Zunächst stand er bei SuperSport United an der Seitenlinie, ehe er ab Mai 2017 erneut Nationaltrainer war. Nach dem Viertelfinalaus beim Afrika-Cup 2019 gegen Nigeria trat er vom Amt zurück. Anschließend war er Trainer des Odisha FC, wo er im Februar 2021 frühzeitig entlassen wurde.  Im Sommer kehrte er zu den Kaizer Chiefs zurück, mit denen er im Juli das Endspiel um die CAF Champions League 2020/21 bestritt. Gegen den vom Südafrikaner Pitso Mosimane trainierten ägyptischen Klub al Ahly SC verlor die Mannschaft das im Stade Mohammed V in Casablanca ausgetragene Finalspiel mit 0:3.
Im April 2023 kehrte Baxter zu Helsingborgs IF zurück und wurde nach der Entlassung von Sportchef Andreas Granqvist und dem Trainerduo Mattias Lindström und Álvaro Santos gemeinsam mit den Assistenten Hans Eklund und Sven Andersson als Interimstrainer des in der zweitklassigen Superettan antretenden Klubs bis zum Ende der Spielzeit 2023 vorgestellt. Unter seiner Leitung hielt der Vorjahresabsteiger aus der Allsvenskan auf dem letzten Nichtabstiegsplatz die Klasse. Dabei kam es am letzten Spieltag zum direkten Duell mit Skövde AIK, trotz einer 0:1-Niederlage reichte es gegen den dann punktgleichen Konkurrenten aufgrund der besseren Tordifferenz zum Klassenerhalt.

## Erfolge als Trainer

### AIK Solna
- Schwedischer Meister 1998
- Schwedischer Pokalsieger 1999

### Helsingborgs IF
- Schwedischer Pokalsieger 2006

### Kaizer Chiefs
- Südafrikanischer Meister 2012/13[7]
- Sieger Nedbank Cup 2013[7]
- Sieger MTN 8 2014[7]

## Privatleben
Baxter ist der Sohn des Fußballspielers Billy Baxter. Als Sohn eines schottischen Vaters und einer englischen Mutter wurde er in England geboren und wuchs in Schottland auf. Darauf angesprochen, ob er sich eher als Schotte oder als Engländer sehe, bezeichnete sich Baxter selbst stattdessen als Europäer.
Baxters Sohn Lee Baxter war früher Profi-Torwart und arbeitet nun als Torwarttrainer bei AIK Solna. Auch sein Bruder war Profifußballer, doch er verstarb früh an Krebs.